# Вольт-ампер
Вольт-ампер (русское обозначение: В·А; международное: V·A) — внесистемная единица измерения полной мощности. В Российской Федерации допускается к применению наравне с единицами Международной системы единиц (СИ) без ограничения срока с областью применения «электротехника». Используется в качестве единицы измерения величины полной мощности электрического тока.

## Определение и обоснование
По определению вольт-ампер равен полной мощности электрической цепи с протекающим по ней однофазным синусоидальным переменным током при действующих (эффективных) значениях напряжения 1 В и силы тока 1 А.
Основанием для введения и использования данной единицы является то, что, в отличие от сетей постоянного тока, в сетях переменного тока потребляемая мощность (т. н. активная мощность), измеряемая в ваттах, не обязательно равна произведению эффективного тока на эффективное напряжение. При наличии сдвига фаз между током и напряжением (что типично, например, для электромоторов и трансформаторов), активная мощность меньше указанного произведения. С целью описания этого эффекта в технике вводятся понятия полной мощности, активной мощности и реактивной мощности.
Полная мощность переменного тока определяется как произведение действующего значения силы тока в цепи и действующего значения напряжения на её концах. Иногда полную мощность называют кажущейся, подчёркивая то обстоятельство, что эта мощность может не вся участвовать в совершении работы. Скорость совершения работы электрического тока равна активной мощности цепи и никогда не превышает полной мощности.
Таким образом можно дать определение, что полная мощность — это мощность передаваемая источником, причём часть её
преобразуется в тепло или совершает работу (активная мощность), другая часть передаётся электромагнитным полям цепи — эта
составляющая учитывается введением т. н. реактивной мощности.
Полная мощность и активная мощность — разные физические величины, имеющие размерность мощности. Для того чтобы на маркировках электроприборов или в технической документации не требовалось лишний раз указывать, о какой мощности идёт речь, и при этом не спутать эти физические величины, в качестве единицы измерения полной мощности используют вольт-ампер вместо ватта. Форма записи единицы измерения В·А весьма удобна, поскольку отражает физический смысл величины полной мощности. В качестве единицы измерения активной мощности используется ватт.
Полная мощность имеет практическое значение, как величина, описывающая нагрузки, фактически налагаемые потребителем на элементы подводящей электросети (провода, кабели, распределительные щиты, трансформаторы, линии электропередачи), так как эти нагрузки зависят от потребляемого тока, а не от фактически использованной потребителем энергии. Именно поэтому номинальная мощность трансформаторов и распределительных щитов измеряется в вольт-амперах, а не в ваттах.
Широко используются кратные единицы: киловольт-ампер (в профессиональной речи часто произносится просто «кэ-вэ-а»), обозначаемый кВ·А (kV·A, кВА, kVA), мегавольт-ампер (в профессиональной речи «эмва»), обозначаемый МВ·А (MV·A, МВА, MVA).
Отношение активной мощности к полной мощности цепи называется коэффициентом мощности.